# Йямиярви
Йя́миярви, также Я́миярви (фин. Jämijärvi) — община в провинции Сатакунта, губерния Западная Финляндия, Финляндия. Общая площадь территории — 224,33 км², из которых 9,99 км² — вода.
В Йямиярви расположен аэродром, являющийся одним из самых крупных парашютно-спортивных центров Финляндии.

## Демография
На 31 января 2011 года в общине Йямиярви проживают 2045 человек: 1027 мужчин и 1018 женщин.
Финский язык является родным для 99,46 % жителей, шведский — для 0 %. Прочие языки являются родными для 0,54 % жителей общины.
Возрастной состав населения:
- до 14 лет — 16,33 %
- от 15 до 64 лет — 59,51 %
- от 65 лет — 23,96 %

Изменение численности населения по годам: 
| Год  | Численность |
| ---- | ----------- |
| 1980 | 2506        |
| 1990 | 2421        |
| 2000 | 2308        |
| 2010 | 2041        |
| 2011 | 2045        |

## События
20 апреля 2014 года в Йямиярви произошла крупнейшая в Финляндии за несколько десятков лет авиакатастрофа: лёгкий самолёт с парашютистами упал и сгорел, погибли 8 человек; трое получили травмы, но остались живы, выпрыгнув с парашютами из падающего самолёта. 

## Комментарии
1. 1 2  Вариант Ямиярви используется многими СМИ[5][6]; этот же вариант использовался на карте Финляндии, изданной Главным управлением геодезии и картографии при Совете Министров СССР в 1978 году[7], однако на карте, изданной Федеральной службой геодезии и картографии России в 1994 году, название было уточнено как Йямиярви[8].